# IPP Open
El IPP Open es un torneo profesional de tenis. Pertenece al ATP Challenger Series. Se juega desde el año 2001 sobre pistas duras bajo techo (indoor), en Helsinki, Finlandia.

## Palmarés

### Individuales
| Año  | Campeón            | Finalista          | Resultado        |
| ---- | ------------------ | ------------------ | ---------------- |
| 2014 | Jürgen Zopp        | Dudi Sela          | 6–4, 5–7, 7–66   |
| 2013 | Jarkko Nieminen    | Ričardas Berankis  | 6-3, 6–1         |
| 2012 | Lukáš Lacko        | Jarkko Nieminen    | 6–3, 6–4         |
| 2011 | Daniel Brands      | Matthias Bachinger | 7–62, 7–65       |
| 2010 | Ričardas Berankis  | Michał Przysiężny  | 6–1, 2–0, retiro |
| 2009 | Michał Przysiężny  | Stéphane Bohli     | 4–6, 6–4, 6–1    |
| 2008 | Dmitry Tursunov    | Karol Beck         | 6–4, 6–3         |
| 2007 | Steve Darcis       | Tobias Kamke       | 6–3, 1–6, 6–4    |
| 2006 | Michael Berrer     | Tomáš Zíb          | 6–2, 3–6, 6–3    |
| 2005 | Björn Rehnquist    | Tomáš Cakl         | 7–62 7–64        |
| 2004 | Peter Wessels      | Lukáš Dlouhý       | 4–6, 6–4, 6–3    |
| 2003 | Davide Sanguinetti | Robin Söderling    | 6–4, 7–64        |
| 2002 | Jarkko Nieminen    | Lovro Zovko        | 7–5, 4–6, 7–5    |
| 2001 | George Bastl       | Ota Fukárek        | 6–4, 4–6, 6–4    |

### Dobles
| Año  | Campeones                           | Finalistas                          | Resultado          |
| ---- | ----------------------------------- | ----------------------------------- | ------------------ |
| 2014 | Henri Kontinen Jarkko Nieminen      | Jonathan Marray Philipp Petzschner  | 7–62, 6–4          |
| 2013 | Henri Kontinen Jarkko Nieminen      | Dustin Brown Philipp Marx           | 5–7, 7–5, [10–5]   |
| 2012 | Mikhail Elgin Igor Zelenay          | Uladzimir Ignatik Jimmy Wang        | 4–6, 7–60, [10–4]  |
| 2011 | Martin Emmrich Andreas Siljeström   | James Cerretani Michal Mertiňák     | 6–4, 6–4           |
| 2010 | Dustin Brown Martin Emmrich         | Henri Kontinen Jarkko Nieminen      | 7–617, 0–6, [10–7] |
| 2009 | Rohan Bopanna Aisam-ul-Haq Qureshi  | Henri Kontinen Jarkko Nieminen      | 6–2, 7–67          |
| 2008 | Łukasz Kubot Oliver Marach          | Eric Butorac Lovro Zovko            | 6–72, 7–67, [10–6] |
| 2007 | Michail Elgin Alexandre Kudryavtsev | Harri Heliövaara Henri Kontinen     | 4–6, 7–5, [13–11]  |
| 2006 | Jasper Smit Martijn van Haasteren   | Ernests Gulbis Deniss Pavlovs       | 7–66, 6–2          |
| 2005 | Yves Allegro Michael Kohlmann       | Christopher Kas Philipp Petzschner  | 4–6, 6–1, 6–4      |
| 2004 | Robert Lindstedt Lu Yen-hsun        | Gianluca Bazzica Massimo Dell'Acqua | 6–2, 6–2           |
| 2003 | Robert Lindstedt Robin Söderling    | Roko Karanušić Janko Tipsarević     | 6–3, 6–72, 6–1     |
| 2002 | Mario Ančić Lovro Zovko             | Aleksandar Kitinov Jim Thomas       | 7–6, 4–6, 6–3      |
| 2001 | Tim Crichton Jim Thomas             | Aleksandar Kitinov Jack Waite       | 6–3, 6–4           |